# 谷中靈園
谷中靈園是一個位在日本東京都台東區谷中的都立墓園，也是一個公園化墓園（日語稱「靈園」）。谷中靈園舊稱谷中墓地，面積約10萬平方公尺，墓穴7,000座。谷中靈園因許多日本名人葬於此處，和4月園中盛開的櫻花大道而成為觀光景點。葬於此處的名人包括德川幕府第15代將軍德川慶喜、前日本首相鳩山一郎和日本植物學之父牧野富太郎，前橫綱常陸山谷右衛門和柏戶剛等。

## 概述
明治維新後的日本政府推行「神佛分離」政策，依神道教習慣進行的葬禮大增，但當時墓地多為日本佛教寺院所有，神道教墓地相對難以取得。日本政府便在明治七年（1874年）徵收部份天王寺土地為公有墓地，成為現在的谷中靈園。昭和十年（1935年），谷中靈園從舊名「谷中墓地」改為現名，但舊名仍常被使用。
警視廳下谷警察署在谷中靈園裡設有天王寺駐在所，靈園裡的部份土地為德川家所有，但不對公眾開放。谷中靈園的中央園道中點是五重塔的廢墟，它原本是天王寺寄贈給東京都政府的公共文化財，但在昭和三十二年（1957年）遭人縱火焚燬，直到平成十九年（2007年）才有重修的計畫。

## 埋葬名人

### 德川家
- 德川慶喜：第15代將軍
- 德川茂德：一橋德川家第10代當主
- 德川達道：一橋德川家第11代當主
- 一橋德川家的歷代當主（御三卿）
- 清水德川家的歷代當主
- 田安德川家的歷代當主（御三卿）
- 勝精：企業家，德川慶喜之子、勝海舟的養子
- 一條美賀子：幕末至明治時代公家女性，德川慶喜之御台所、正室
- 本壽院：12代將軍德川家慶之側室、13代將軍德川家定的生母

### 學術界
- 稻垣千頴：國學家、作詞家。《螢之光》的作詞者
- 井上正鐵：國學家、神道家
- 菊池大麓：數學家、政治家
- 菊池正士：物理學家，菊池大麓之四子
- 岸本辰雄：法學家，明治大學創辦人
- 木村正辭：國學家
- 重野安繹：歷史學家
- 大工原銀太郎：農業化學家
- 田中芳男：博物學者
- 津田真道：法學家
- 蜷川式胤：古美術研究家
- 馬場辰豬：思想家、自由民權活動家
- 馬場弧蝶：英文學者、隨筆家
- 穗積陳重：法律學者、澀澤榮一的女婿、穗積八束之胞兄
- 牧野富太郎：植物學者，日本植物學之父
- 箕作秋坪：蘭學學者
- 箕作佳吉：動物學者
- 箕作元八：西洋史學者
- 本居豐穎：國學家，東宮侍講
- 渡部溫：英語翻譯家、沼津兵學校教授
- 渡部朔：農業學者、企業家，渡部溫之子

### 醫學界
- 青山胤通：醫學家
- 淺田宗伯：漢方醫
- 伊藤圭介：本草學家、醫學家，日本第一位理學博士
- 高松凌雲：醫師
- 萩原三圭：明治天皇的内親王之典醫。日本第一位留學德國的醫學生

### 美術界
- 朝倉文夫：雕塑家
- 池田蕉園：日本畫畫家
- 鏑木清方：日本畫畫家
- 菊池容齋：日本畫畫家
- 杉山寧：日本畫畫家
- 橫山大觀：日本畫畫家
- 水野年方：浮世繪繪師
- 六角紫水：漆工藝家

### 演藝界
- 天津乙女：寶塚歌劇團演員
- 第六代市川團藏：歌舞伎演員
- 第三代中村仲藏：歌舞伎演員
- 稻垣浩：電影導演
- 淺利鶴雄：演員
- 影萬里江：演員
- 川上音二郎：演員
- 河内桃子：演員
- 長谷川一夫：演員
- 森繁久彌：演員
- 初代三遊亭圓遊：落語家
- 初世花柳壽輔：日本舞舞蹈家、花柳流創始者
- 藤間宗家：日本舞藤間流舞蹈家
- 初代若柳壽童：日本舞舞蹈家、若柳流創始者
- 第二代壽童：日本舞舞蹈家、若柳流3世宗家

### 音樂界
- 平尾昌晃：作曲家、作詞家、歌手
- 箕作秋吉：作曲家
- 宮城道雄：作曲家、箏曲家
- 本居長世：作曲家，日本童謠《七个孩子》、《紅皮鞋》的作曲者
- 渡部康三：音樂家、企業家，渡部溫之子

### 文學界
- 色川武大：小說家
- 上田敏：文學家
- 圓地文子：小說家
- 佐佐木信綱：歌人
- 獅子文六：小說家、劇作家
- 廣津和郎：小說家

### 政治界
- 阿部正邦：江戶時代的大名
- 井關盛艮：宇和島藩士
- 岩村通俊：政治家
- 大原重德：幕末至明治時代公卿
- 吉川重吉：貴族院議員
- 吉川重國：宮內廳、宮內省官僚，華族，吉川重吉之子
- 馬場辰猪（日语：馬場辰猪）：明治维新时期宪政改革人士
- 日下義雄：政治家
- 楠本正隆：政治家、男爵
- 重宗雄三：政治家
- 白根多助：埼玉縣知事
- 鈴木喜三郎：司法官僚、政治家
- 鳩山和夫：政治家
- 鳩山一郎：第52、53、54代内閣總理大臣
- 鳩山威一郎：政治家
- 藤田茂吉：政治家、新聞記者
- 三木武吉：政治家

### 軍事界
- 有坂成章：陸軍中將
- 上田良貞：西南戰爭警視拔刀隊指揮長、警察官、薩摩藩士
- 酒井了恒：庄内藩士、戊辰戰爭名將
- 原田一道：兵學者、陸軍少將
- 細谷資氏：海軍少將
- 細谷資彥：海軍少將
- 細谷資芳：海軍少將
- 真邊正精：土佐藩迅衝隊第六番隊長
- 村田經芳：軍人
- 山口鋠：八甲田雪中行軍遭難事件的陸軍少佐

### 企業界
- 今村清之助：企業家
- 今村繁三：銀行家，今村清之助次子
- 小平浪平：企業家、日立製作所創辦人
- 澀澤榮一：實業家、日本資本主義之父
- 藤岡市助：企業家、工程師，東芝的前身「東京電氣」創辦人

### 宗教界
- 日本的圣尼古拉（俄语：Николай Японский）：俄羅斯正教會傳教士、日本正教會主教，將東正教傳入日本
- 塞爾吉烏斯（俄语：Сергий）：俄羅斯正教會修士、日本正教會主教

### 體育界
- 常陸山谷右衛門：相撲運動員，第19代橫綱
- 栃木山守也：相撲運動員，第27代橫綱
- 常乃花寬市：相撲運動員，第31代橫綱
- 柏戶剛：相撲運動員，第47代橫綱
- 名寄岩靜男：相撲運動員，大關

### 藩主
- 酒井忠邦：播磨國姫路藩第10代藩主
- 伊達宗城：伊予國宇和島藩第8代藩主
- 戶田忠至：下野國高德藩初代藩主
- 堀直格：信濃國須坂藩第11代藩主
- 堀直明：信濃須坂藩第14代藩主
- 本多忠寛：伊勢國神戶藩第6代藩主
- 本多忠貫：伊勢國神戶藩藩第7代藩主
- 牧野康濟：信濃國小諸藩第10代藩主
- 松平定法：伊予國今治藩第10代藩主
- 松平親貴：豐後國杵築藩第10代藩主
- 松平齊民：美作國津山藩第8代藩主
- 松平乘政：常陸國小張藩藩主、信濃小諸藩初代藩主

### 其他
- 雲井龍雄：幕末志士
- 來島恒喜：右翼活動家
- 相馬大作：1821年相馬大作事件的首謀者
- 高橋阿傳：被稱為「毒婦」的女性殺人犯（僅有墓碑，無埋骨）
- 玉乃世履：法官，有「明治的大岡忠相」之稱
- 村垣範正：江戶時代末期的旗本、外交官
- 山田宗徧：茶道宗徧流宗家

## 圖片集

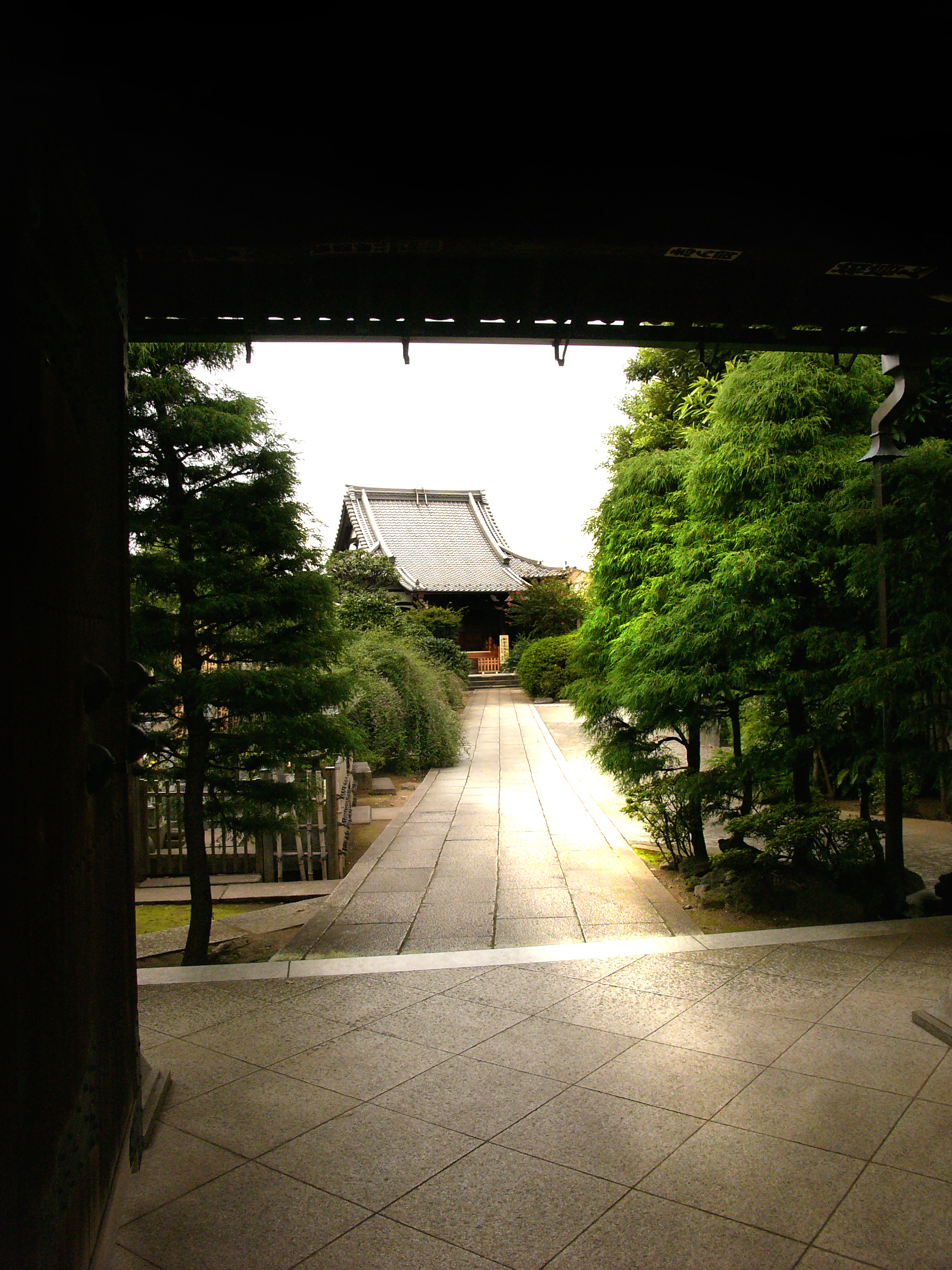
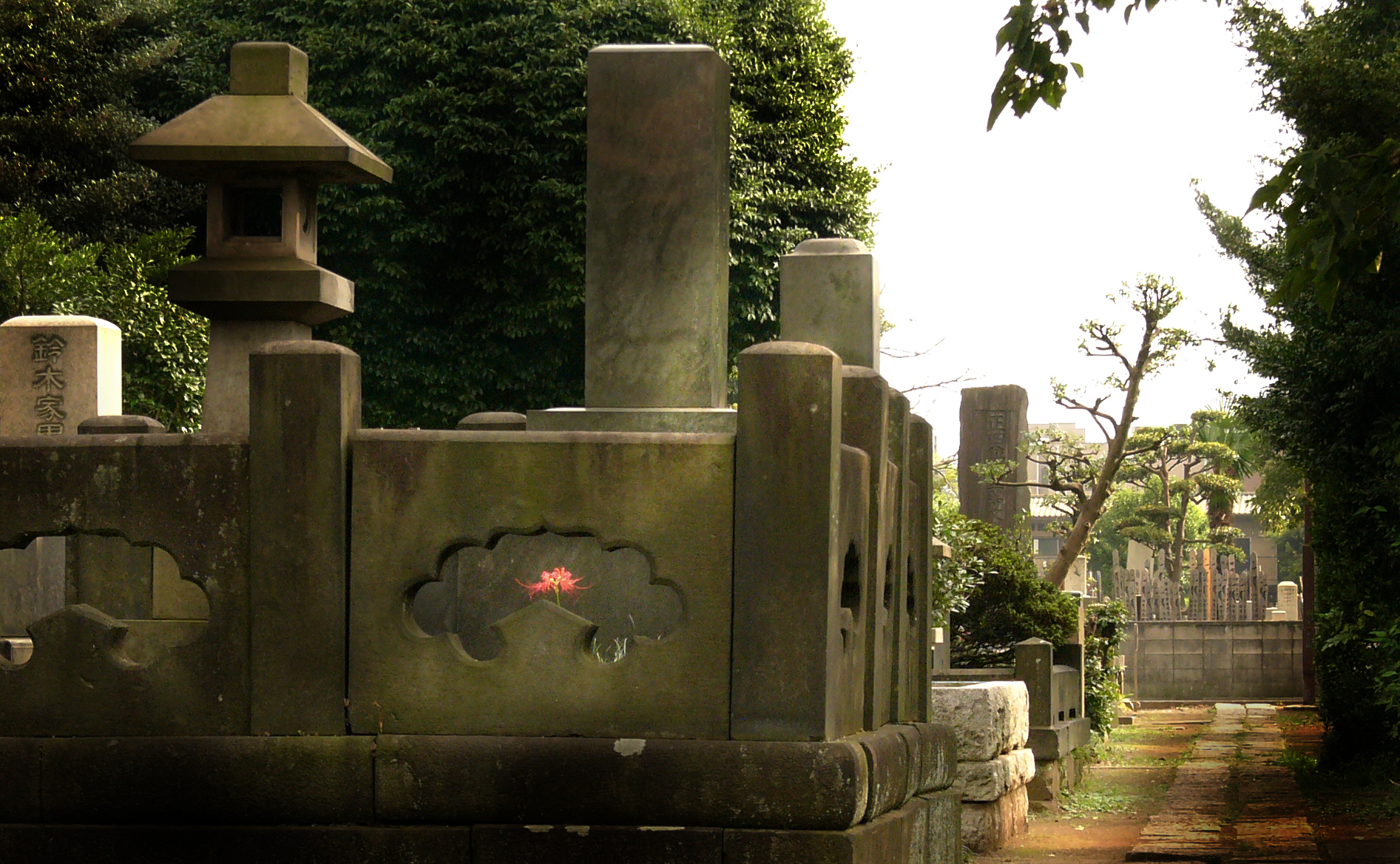
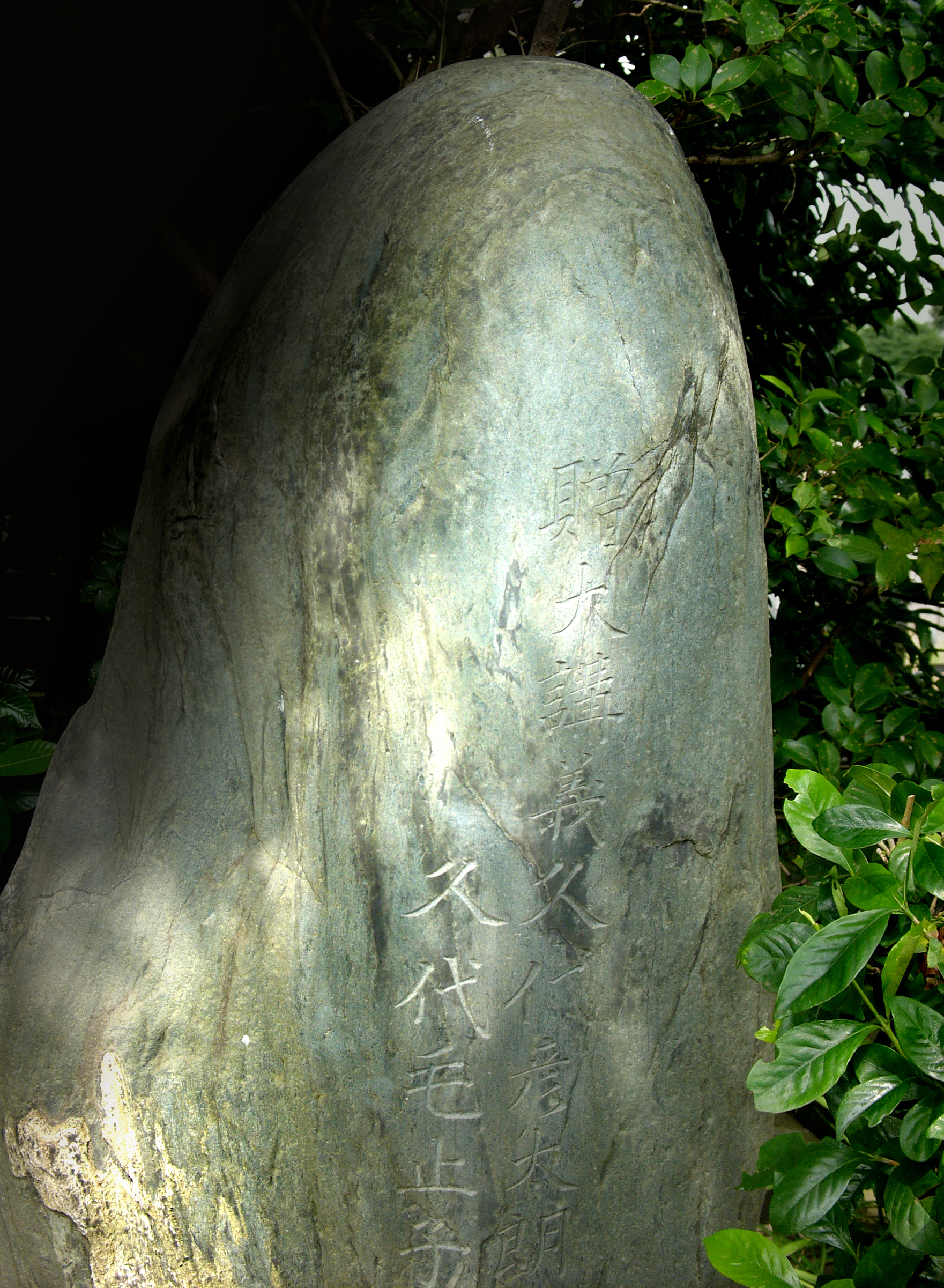
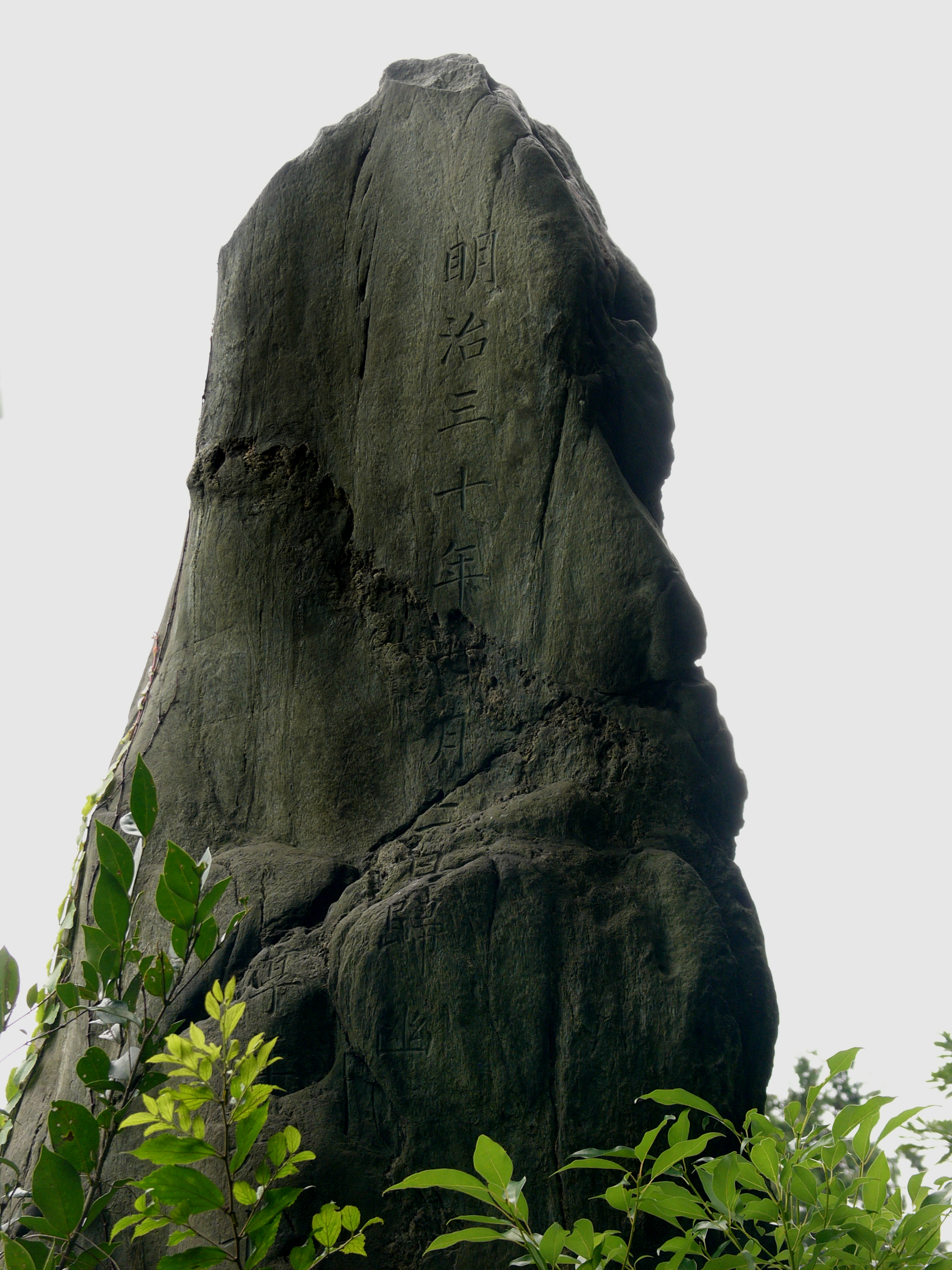
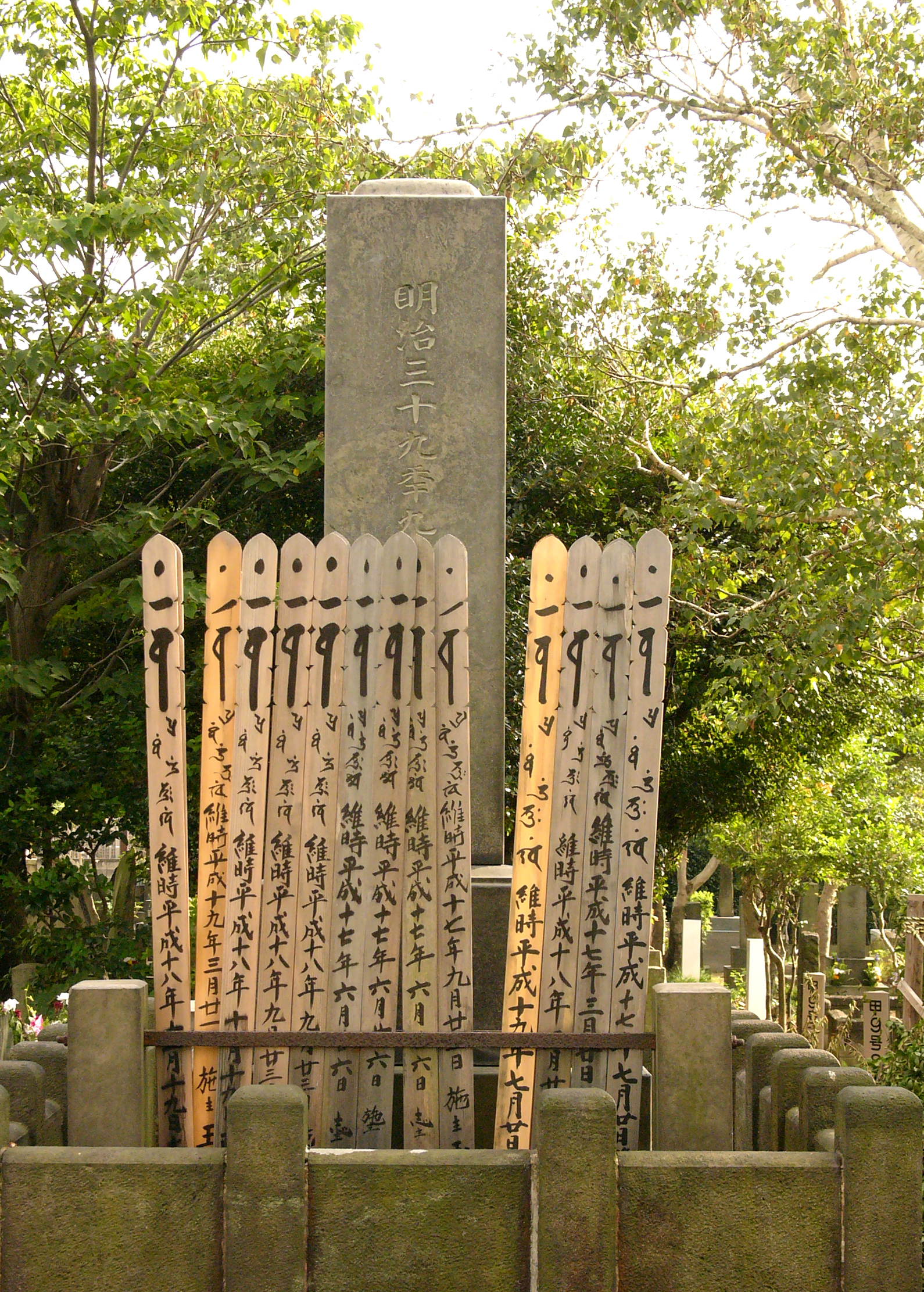